# Sidi Ouaaziz
Sidi Ouaaziz (franska: Sidi Ouaaziz (CR), Sidi Ouaaziz (Commune Rurale), arabiska: سيدي عبد الله أو سعيد) är en kommun i Marocko.   Den ligger i provinsen Taroudannt och regionen Souss-Massa, i den centrala delen av landet, 400 km söder om huvudstaden Rabat. Antalet invånare är 7 537.